# Vasili Romaniuk
Vasili Grigórievich Romaniuk (en ruso: Василий Григорьевич Романюк) fue un piloto militar y paracaidista de pruebas que alcanzó el grado de Coronel, nació en Drábov, distrito de Cherkasy, Imperio Ruso (actual Ucrania), el 31 de enero de 1910 y falleció en Rusia el 31 de julio de 1993.

## Biografía laboral y paracaidística
Nació en 1910, en el seno de una familia de clase trabajadora, pasando su infancia entre la escuela y las labores de cuidado de la granja.
Ingresó en el Ejército Rojo en 1928 y se afilió al PCUS en 1930. En 1931 se graduó en la Escuela de Infantería de Ordzhonikidze y dos años después, en 1933, obtuvo su graduación como piloto observador en la Escuela Militar de Aviación de Orenburg y terminó sus estudios en la Escuela Militar de Zhúkovski en 1951. Fue Jefe adjunto del Departamento de pruebas de paracaídas y asientos eyectables del NII VVS. Participó en la 2ª Guerra Mundial.
En su labor como paracaidista de pruebas, efectuó innumerables saltos para verificar que se podía abandonar la aeronave desde cada uno de los puestos que ocupaban los futuros tripulantes, u ordenar la realización de mejoras para solventarlo en caso contrario, de todos los modelos de aviones de combate que iban a entrar en servicio en las VVS, ya fuesen monoplazas o bombarderos diseñados para las ADD (Aviación de Largo Alcance).
Fue honrado con el título de Maestro del Deporte en Paracaidismo y de Entrenador de la URSS. Realizó un total de 3475 saltos, la mayoría de pruebas, a altas velocidades, incluyendo supersónicas y a alta cota, incluyendo saltos desde la estratosfera. Durante la realización de tales pruebas batió 18 récords mundiales de paracaidismo. 
Estuvo a cargo de las pruebas de los primeros Dispositivo de Apertura Automática para sistemas de paracaídas, realizadas en el verano de 1939. A continuación se reproduce un breve extracto, traducido del ruso, del salto de Romaniuk:

El 22 de julio de 1939, a las 05:20HL, el avión despegó. En la bodega de carga comenzó a hacer frío, y respirar se hacía más difícil. El altímetro mostraba 7000 metros. La Tierra se divisaba con dificultad desde tan alto. Romaniuk desconectó el suministro de oxígeno de la aeronave y pasó a respirar de una botella de suministro autónomo que llevaba instalada en el paracaídas de reserva.
Se abrió la escotilla; sobre el panel de instrumentos del radiotelegrafista se encendió la bombilla verde y Romaniuk saltó de la aeronave. El PPD-1 estaba funcionando, pues se había activado con la cinta estática del avión, contando el tiempo de caída del saltador; la velocidad llegó a 60 metros por segundo (216 Km/h) y, al acercarse al suelo, el aire era más cálido y denso.
Tras una larga caída libre sin incidentes, el impacto de la apertura del paracaídas y la comprobación de la campana en perfecto estado indicaron que el PPD-1 había funcionado correctamente.
Tras aterrizar, el saltador indicó con el pulgar que el salto había sido bueno a los miembros de la Comisión Examinadora. El PPD-1 pasó con éxito todas las pruebas estatales y la invención de los Hermanos Doronin fue divulgada por la prensa soviética, así como el récord de salto realizado por Romanyuk, el primer salto desde tan alto y en el que un aparato había abierto automáticamente el paracaídas de un saltador.

El 25 de septiembre de 1945 Vasili saltó desde 13108,5 metros (La precisión del dato es debida a que se llevaba, y saltaba con un barógrafo), realizando un retardo de apertura de 167 segundos y abriendo el paracaídas a 1000 metros, lo que superaba los registros establecidos anteriormente.
En otro de sus récords, durante el año 1957 saltó y abrió la campana a 13800 metros de altura. 

## Premios
- Héroe de la Unión Soviética, medalla número 11104, 9 de septiembre de 1957
- Orden de Lenin, dos veces
- Orden de La Revolución de Octubre
- Orden de la Estrella Roja, dos veces
- Orden de la Bandera Roja
- Orden de la Guerra Patria
- Orden de la Insignia de Honor
- Paracaidista de pruebas de la Unión Soviética en 1957 (Diploma número 1)
- Diversas medallas adicionales

## Legado y recuerdo
Los primeros cosmonautas pudieron saltar desde las cápsulas de reentrada gracias al esfuerzo de Vasily.
Plasmó sus memorias en el libro “Notas del Paracaidista de pruebas” (1973).